# AFRO American Newspapers
Pour le groupe ethnique, voir Afro-Américains.
L'AFRO American Newspapers ou AFRO, anciennement The Baltimore Afro-American, est un journal bi-hebdomadaire édité à Baltimore (Maryland) depuis le 13 août 1892. Ce titre qui couvre la conurbation Baltimore-Washington, est l'un des plus importants titres de la presse noire aux États-Unis. Fondé par John Henry Murphy Sr., un ancien esclave, l'Afro-American est proche de la NAACP pendant la période du Mouvement des droits civiques. Dès les années 1930, le titre était en pointe sur la question comme l'illustre sa « croisade pour la justice criminelle ».

## Historique
John Henry Murphy Sr., un esclave émancipé depuis 1863, lance le journal religieux Afro-American le 13 août 1892, fruit de la fusion des journaux The Sunday School Helper, The Ledger et The Afro-American. Murphy utilise le journal pour favoriser dans la région de Baltimore la nomination de Noirs-américains à des hauts postes administratifs, et pousser pour une plus grande représentativité des Noirs-américains dans les milieux politiques et académiques. Le journal mène des campagnes de réduction de la criminalité et l'égalité des salaires pour les enseignants noirs.
Pendant les années 1930, les journalistes sportives du Afro-American Lillian Johnson et Nell Dodson sont les premières femmes à occuper cette fonction aux États-Unis. Pendant la Seconde Guerre mondiale, Elizabeth Murphy Phillips Moss, fille de Murphy Sr. et journaliste au Afro-American, devient la première correspondante de presse noire-américaine.
Parmi les grandes plumes de l'histoire de ce titre de presse, citons Langston Hughes, Sam Lacy, Romare Bearden (dessins et articles), William Worthy et Saunders Redding.
En 1967, John Henry Murphy Sr. décède. Son petit-fils John H. Murphy III lui succède à la présidence du journal.
En 2023, la Mellon Foundation finance la rénovation de la maison Upton Mansion à Baltimore et y établit les archives de l'Afro-American.
La société Afro-American est la plus ancienne entreprise détenue par un Noir dans l'état du Maryland.

## Distribution
Basé à Baltimore, ce titre à périodicité bi-hebdomadaire disposa de treize éditions régionales hebdomadaires couvrant les principales villes américaines.